# Priob'e
Priob'e (in russo Приобье?) è un insediamento di tipo urbano della Russia siberiana occidentale situato nel distretto Oktjabr'skij del Circondario Autonomo degli Chanty-Mansi.
Si trova lungo un canale laterale sinistro dell'Ob', a nord-ovest di Oktjabr'skoe.